# 경북김천혁신도시
경북김천혁신도시는 대한민국 경상북도 김천시에 위치한 혁신도시다.